# Megaselia marginalis
Megaselia marginalis är en tvåvingeart som först beskrevs av Malloch 1912.  Megaselia marginalis ingår i släktet Megaselia och familjen puckelflugor.
Artens utbredningsområde är Virginia. Inga underarter finns listade i Catalogue of Life.